# 駅舎〜気ままに途中下車〜
『駅舎〜気ままに途中下車〜』（えきしゃ きままに とちゅうげしゃ）は、毎日放送（MBSテレビ）で1992年10月12日 - 1995年9月に掛けて月 - 木曜の19:54 - 20:00に放送されていた紀行番組である。

## 概略
当時の毎日放送の「近畿は美しく」キャンペーンの一環として放送された番組。
JR・私鉄のローカル線の駅を1970・80年代の曲をBGMに載せて紹介する番組。ナレーションも直接駅を紹介する文章ではなく、駅の情景から連想されるような小ストーリーとなっており、最後の一節は筆文字のテロップで表示されていた。OPは「旅は駅から始まる。ふと降り立った駅に、忘れかけていた故郷（ふるさと）を見つけた。」というナレーションをバックに、駅に気動車が到着する15秒の映像であった。
取り上げる駅は基本的に無人駅が主。登場路線は近畿地方と鳥取県を中心に、北は京福電鉄（福井県）、東は長良川鉄道、西は芸備線であり四国の路線も一部収録されていた。また、路線廃止後の鍛冶屋線の駅など、廃駅が取り上げられることもあった。
スポンサーは当初は揖保乃糸やハウス食品といった企業が曜日替わりで務めていた。1994年10月の中断明けから暫くはスポット扱いであったが、数週後に英会話のNOVAが全曜日のスポンサーとなった。
その他、午前中の特番編成時の空き時間を埋める形で、過去に取り上げた駅の映像を再編集した、長めのスペシャル版が放送されたことがある（これは隙間番組扱いのためノンスポンサーで、途中CMもなし）。

## スタッフ
- ナレーター - 原田伸郎

## テーマ曲
- 中島みゆき『駅舎』